# Porotenus concavus
Porotenus concavus är en svampart som beskrevs av Viégas 1960. Porotenus concavus ingår i släktet Porotenus och familjen Uropyxidaceae.   Inga underarter finns listade i Catalogue of Life.